# Фомин, Игорь Иванович
И́горь Ива́нович Фоми́н (20 января (2 февраля) 1904, Москва — 16 июня 1989, Ленинград) — советский архитектор, педагог. Народный архитектор СССР (1971).

## Биография
Родился в Москве 20 января (2 февраля) 1904 года. Сын архитектора Ивана Александровича Фомина.
В 1920—1921 годах учился на математическом факультете Ленинградского университета, но осенью 1921 года перешёл во Второй Петроградский Политехнический институт. В сентябре 1924 года в связи с упразднением института был переведён во ВХУТЕИН и зачислен на 3-й курс архитектурного факультета.
Среди его преподавателей были: Белогруд А. Е., Бенуа Л. Н., Гельфрейх В. Г., Руднев Л. В., Серафимов С. С., Фомин И. А., Щуко В. А.
Дипломную работу «Дом Съездов» (встречается название «Дом научно-технических съездов») защитил 5 сентября 1926 года. За её исполнение «выражена квалификационной Комиссией похвала».
Работал в строительных и проектных организациях (1920—1925), «Лен-НИИпроект» (с 1926). Руководитель архитектурной мастерской Ленпроекта № 3 (после войны — мастерской № 5), был заместителем главного архитектора Ленинграда (1951—1968).
Во время войны проектировал и руководил осуществлением технической маскировки Выборгского и Калининского районов Ленинграда.
В 1946—1948 годах совместно со своим учеником Б. Н. Журавлёвым построил заново здание дома Лопатина по Невскому проспекту, № 68.
В 1934—1950 годах преподавал в Ленинградском институте инженеров коммунального строительства, с 1940 по 1989 гг. — в Ленинградском институте живописи, скульптуры и архитектуры им. И. Е. Репина; профессор с 1946 года, заведующий кафедрой архитектурного проектирования в 1948—1988 гг.
Член-корреспондент Академии художеств СССР (1979). Член-корреспондент Академии архитектуры СССР (1941). Действительный член Академии строительства и архитектуры СССР (1956). Член Союза архитекторов СССР (1933).
Дважды избирался депутатом Ленсовета (1939 и 1947).
Умер 16 июня 1989 года в Ленинграде. Похоронен на Волковском православном кладбище.

### Семья
- Отец — Иван Александрович Фомин (1872—1936), русский и советский архитектор, академик архитектуры.
- Мать — Александра Николаевна Фомина (ур. Николаева, 1874—1964), домохозяйка.
- Сестра — Ираида Ивановна Фомина (1906—1964), советский художник, книжный график.

## Звания и награды
- Народный архитектор СССР (1971)
- Орден Ленина (1957)
- Орден Трудового Красного Знамени (1974)
- Орден Дружбы народов (1984)
- Орден «Знак Почёта» (1966)
- Орден Кирилла и Мефодия I степени (1973, НРБ)
- Доктор архитектуры (1943).

## Ленинград. Проекты и постройки
- Боткинская больница (1927; соавтор: Руднев Л. В.).
- Профилакторий Володарского района на пр. Елизарова, д. 32 (1928—1930; соавторы: Левинсон Е. А., Лялин О. Л., Руднев Л. В., Свирский Я. О.).
- Жилой массив РЖСКТ «Ленинградский печатник» на площади Революции (1928—1929; конкурс всесоюзный; 1-я премия; соавтор: Левинсон Е. А.).
- Профилакторий Московско-Нарвского района на ул. Косинова, д. 19 (1928—1930; соавторы: Лялин О. Л., Руднев Л. В., Свирский Я. О.).
- Дом культуры Василеостровского района (1930; соавтор: Руднев Л. В.).
- Школа на пр. Стачек, д. 30 (1930—1932).
- Дом Московского райсовета (1930—1935; соавтор: Даугуль В. Г.).
- Зоопарк в Шувалове-Озерках (1931; конкурс).
- Первый жилой дом Ленсовета — наб. Карповки, дом № 13 (1931; соавтор: Левинсон Е. А.; построен в 1932—1933 гг.).
- Гостиница «Интурист» на Петровской наб. (1931; соавтор: Левинсон Е. А.; конкурс, 1-я премия; построен по изменённому проекту, как дом для Наркомата Военно-морского флота в 1938—1939 гг.).

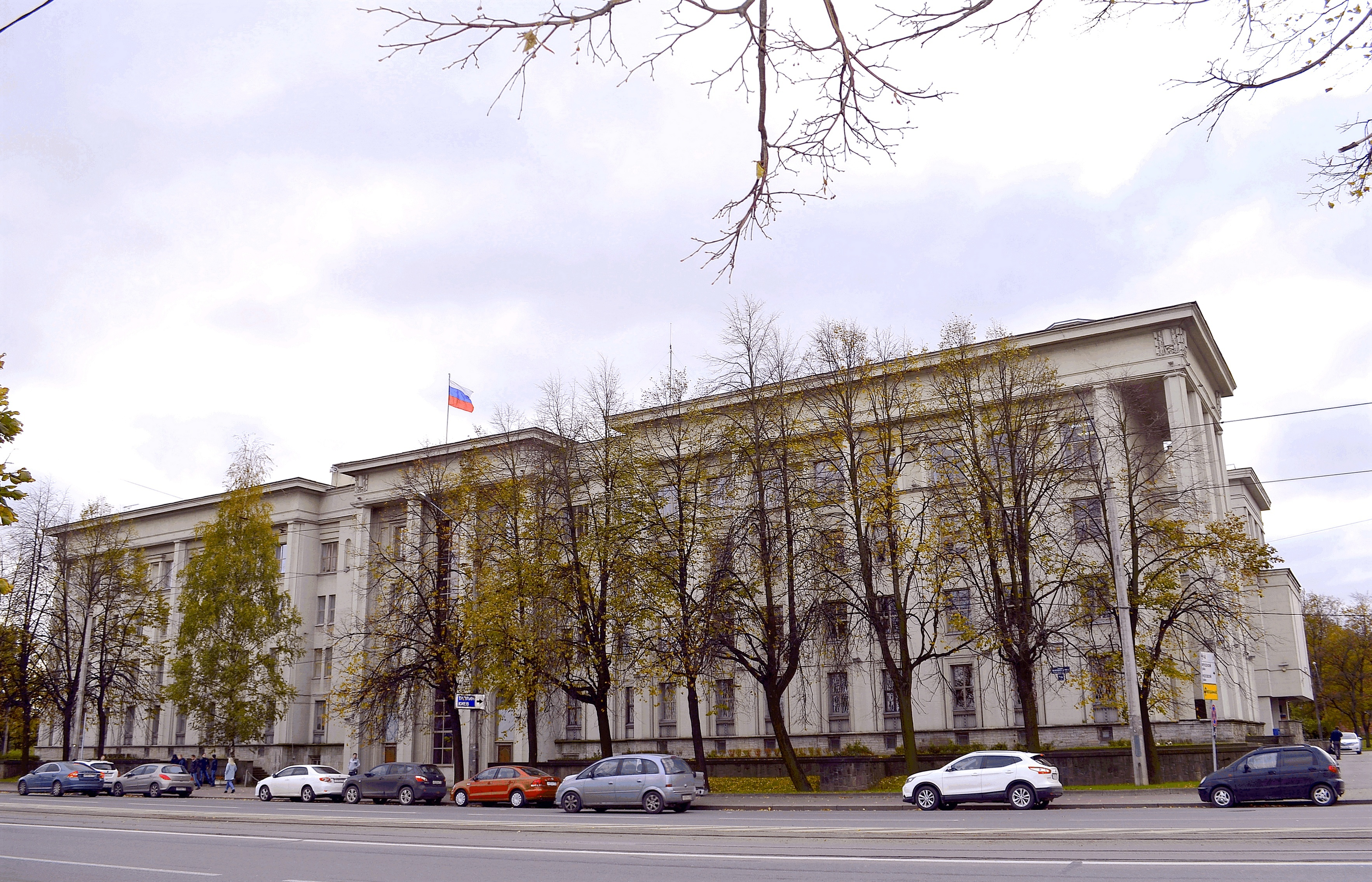
Дом Советов Володарского района (Администрация Невского района)

- Дом лёгкой промышленности на пр. Майорова (1932—1934; соавтор: Левинсон Е. А.; осуществлён).
- 2-й дом Ленсовета на улице Красных зорь (1934; соавтор: Левинсон Е. А.).
- Дом Советов (1936; соавтор: Левинсон Е. А.; конкурс закрытый).
- Дома жилые на Ивановской ул. (1936—1951; соавторы: Левинсон Е. А., Евдокимов С. И.).
- Дома жилые на Московском шоссе (1938—1939; соавторы: Левинсон Е. А., Савкевич М. П.).
- Дом Советов Володарского района (1937—1940; реконструкция 1951; соавтор: Левинсон Е. А.).
- Временная Арка Победы на проспекте Обуховской обороны у сада Спартак (1945; соавтор: Гольдгор Д. С.)[3].
- Текстильный институт на Садовой ул., д. 54 (1950; соавтор: Левинсон Е. А.).
- Куйбышевский райсовет на Невском пр., угол Фонтанки (1947; соавтор: Журавлёв Б. Н.).
- Станция метро «Площадь Восстания» (1951; соавторы: Б. Н. Журавлёв, В. В. Ганкевич; открыта в ноябре 1955 г.).
- Возглавлял группу архитекторов при строительстве Петродворцового учебно-научного комплекса Ленинградского университета.

## Москва. Проекты и постройки
- Площадь Калужской заставы (1940; соавторы: Левинсон Е. А., Аркин А. Е.);
- Второй дом СНК СССР в Зарядье (1940; соавторы: Левинсон Е. А., Шретер Л. Л., Пронин Е. А., конкурс);
- Дворец Советов на Ленинских горах (1959; соавтор: Левинсон Е. А.; второй тур конкурса).
- Монумент Победы на Поклонной горе (1960).

## Проекты для других городов
- Политехнический институт в Иваново-Вознесенске (1927; соавтор: Фомин И. А., построен);
- Дом правительства Белорусской ССР в Минске (1929; соавтор: Руднев Л. В.; конкурс всесоюзный, 2-я премия);
- Уральский политехникум в Свердловске (1928—1930; соавторы: Руднев Л. В., Левинсон Е. А., Свирский Я. О.; конкурс всесоюзный МАО; 4-я премия);
- Больница в Харькове (1930);
- Дом культуры в Вятке (1931; соавтор: Руднев Л. В.; конкурс, 2-я премия);
- Павильон СССР на Всемирной выставке 1939 года в Нью-Йорке (1938; соавтор: Левинсон Е. А., скульптор Томский Н. В.; конкурс закрытый);
- Крещатик в Киеве (1945; соавтор: Левинсон Е. А.; конкурс);
- Проект центра Таллина (1946; соавтор: Журавлёв Б. Н.);
- Проект восстановления и реконструкции Минска (1950; соавтор: Левинсон Е. А.);
- Волго-Донской судоходный канал (1950; руководитель; соавторы: В. А. Васильев, Д. С. Гольдгор, Б. Н. Журавлёв, А. И. Прибульский, С. Б. Сперанский; конкурс закрытый).
- Кмитовский музей изобразительного искусства имени И. Д. Буханчука

## Ученики
- Владимир Щербин, архитектор
- Борис Журавлёв, архитектор
- Владимир Колбасов, художник

## Публикации
- «Архитектура и строительство жилого дома Ленинградского Совета» (М., 1940, совм. с Е. А. Левинсоном)
- «Номенклатура типовых проектов жилых домов» (Л.-М., 1957)
- «Наш дом, наша квартира» (Л., 1965).